# Иддир, Александр
Александр Иддир (фр. Alexandre Iddir, р. 21 февраля 1991) — французский дзюдоист, бронзовый призёр чемпионата Европы (2014).

## Биография
В апреле 2014 года завоевал бронзовую медаль чемпионата Европы в Монпелье (Франция).
В августе 2016 года представлял свою страну на летних Олимпийских играх в Рио-де-Жанейро в весе до 90 кг, но занял 7-е место — в четвертьфинале проиграв японскому дзюдоисту Масу Бейкеру, и в борьбе за бронзу также уступил шведу Маркусу Нюману.
На чемпионате Европы 2021 года, который проходил в Лиссабоне, французский спортсмен в весовой категории до 100 кг сумел завоевать бронзовую медаль турнира.

## Выступления на Олимпиадах
| Олимпиада           | Дисциплина              | Место   |
| ------------------- | ----------------------- | ------- |
| Рио-де-Жанейро 2016 | дзюдо, мужчины до 90 кг | 7 место |